# 藤木麻佑子
藤木麻佑子，（1975年6月21日—）出生于日本大阪府，是一名日本女子花样游泳运动员。她曾参加了1996年亚特兰大奥林匹克运动会，并在比赛中获得女子花样游泳比赛团体铜牌。
藤木后留学美国，之后有执教西班牙队。2016年担任中国花样游泳队主教练，参加2016年夏季奥林匹克运动会。